# Spaghetti Junction
Spaghetti Junction o amb el seu nom official Gravelly Hill Interchange és una cruïlla d'autopistes, ferrocarrils, canals i rius a Birmingham a Anglaterra, de la qual la complexitat va inspirar el nom.
El topònim provindria d'un article d'un editor del Birmingham Evening Mail, Alan Eaglesfield, que va ser impressionat per a la retirança d'aquesta cruïlla amb un plat d'espaguetis. Des d'aleshores, gairebé ningú ja utilitza el nom oficial de l'endret. Segons una enquesta de la BBC, la Spaghetti Junction era la segona a la classificació de les cruïlles més terribles del Regne Unit.

## Què s'hi enllaça?
- L'autopista M6
- La carretera A38 Tyburn Road

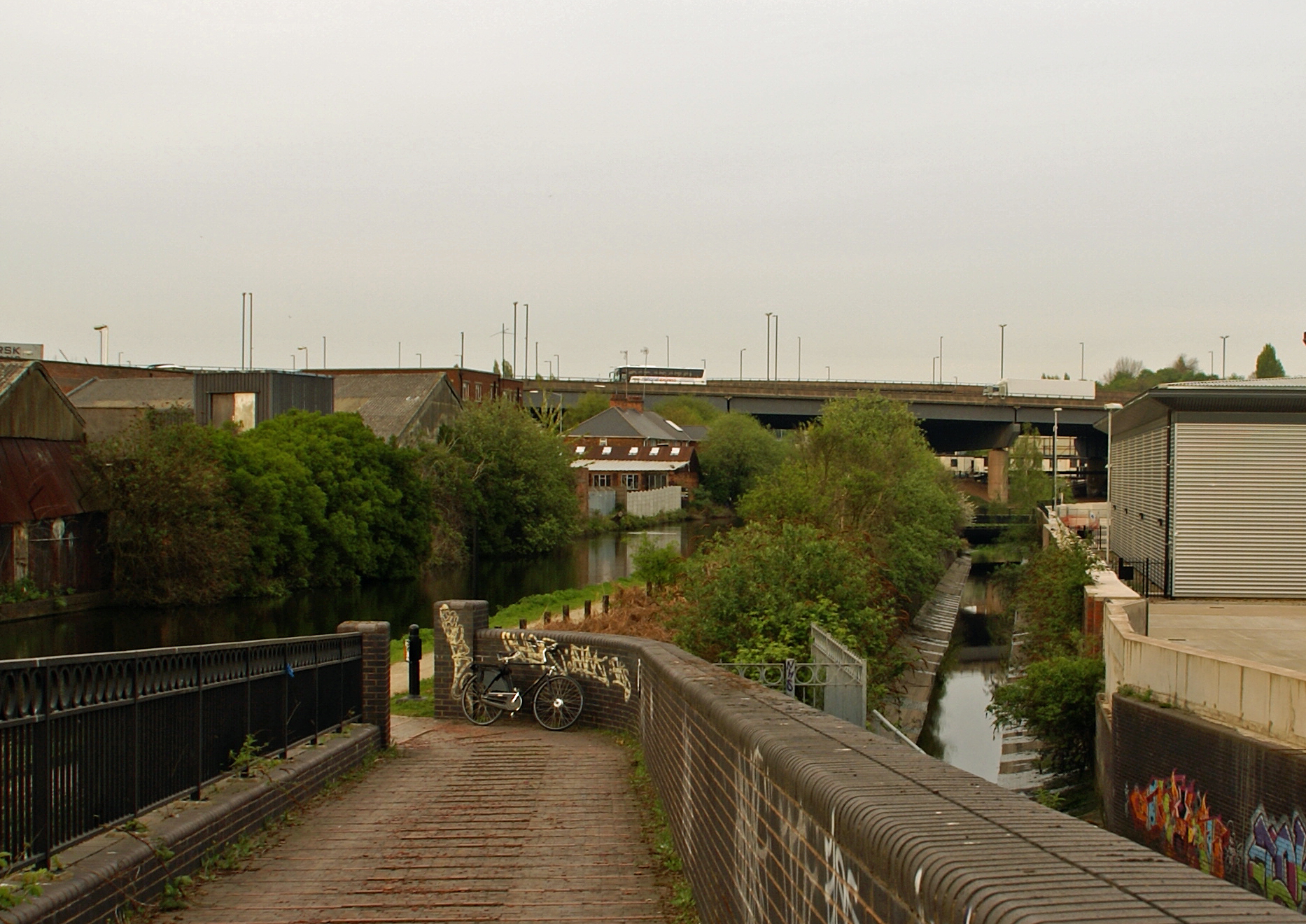
El Canal Birmingham & Fazeley (a l'esquerra), el Rea a la dreta i Spaghetti Junction al segon pla

- La carretera i autopista A38 (M) Aston Expressway
- La carretera A5127, Lichfield Road, Gravelly Hill
- Els carrers Premier Street, Copeley Hill, Minstead Road and Cuckoo Road
- El parc Salford Park
- Els rius Rea, Tame i Hockley Brook

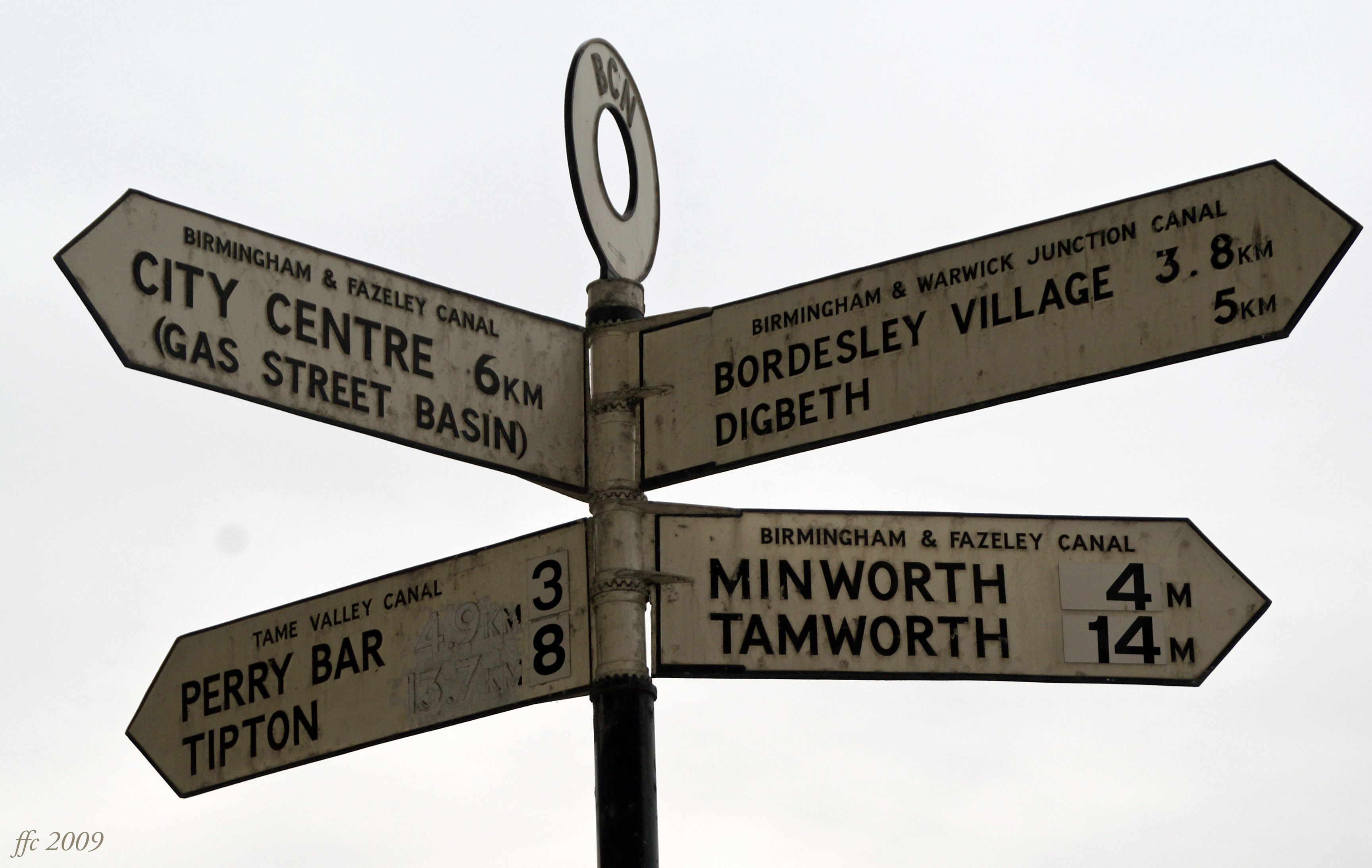
La cruïlla de tres canals sota Spaghetti Junction

- Els canals Birmingham & Fazeley Canal, Tame Valley Canal i Birmingham & Warwick Junction Canal
- El ferrocarril Cross City Line de Lichfield Trent Valley via Birmingham a Redditch

## Unes dades
La cruïlla té una superfície de 12 hectàrees i té 5 nivells. L'autopista va construir-se de 1968 a 1972 i reposa damunt 559 columnes de formigó, de la qual la més alta té 24,4 metres. L'emplaçament de les columnes va haver de comptar amb les necessitats del trànsit al ferrocarril i als canals.
1. ↑  London Road Junction 'scariest'
2. ↑  «Fotos de Spaghetti Junction». Arxivat de l'original el 2008-01-26. [Consulta: 23 abril 2009].